# 우라와시
우라와시(일본어: 浦和市)는 일본 사이타마현에 있던 도시로 2001년 5월 1일에 오미야시, 요노시와 통합하면서 사이타마시가 되었다. 2003년을 기준으로, 우라와시의 이전 지역은 사이타마시의 우라와구, 미도리구, 미나미구, 사쿠라구로 분할되어 다시 편성되었다. 시청과 현청 건물은 모두 우라와구에 위치하고 있다.

## 역사
에도 시대에 우라와는 에도와 도쿄를 연결하는 나카센도의 슈쿠바(역참)로서 번영하였다. 그러나 현대의 사이타마시 지역의 유일한 조카마치였던 이와쓰키만큼 큰 성시는 아니었다. 1859년에 우라와현의 현청이 우라와에 설치되었다. 1871년에 이와스키현, 우라와현, 오시현이 합쳐져 사이타마현을 이루었고 우라와는 새로운현의 현도가 되었다.
1923년 간토 대지진 때 도쿄와 주변 도시들은 심각한 피해를 입었다. 우라와는 도쿄에서 얼마 떨어져있지 않지만, 도쿄나 요코하마 및 간토 지방의 다른 도시들에 비해 피해를 덜 입었고 많은 사람들이 우라와로 이주해 오래된 역참 도시는 현대적인 도시로 변모하기 시작했다. 몇몇 이웃한 촌들이 우라와시로 편입되었고 1934년에 우라와정은 시로 승격되었다. 시는 2001년에 인접 오미야시, 요노시와 합쳐져 사이타마시를 이루기까지 존재했다.
- 1889년 4월 1일 - 정촌제 시행과 함께 기타아다치군 우라와정이 되었다.
- 1932년 4월 1일 - 기사키 촌(기타부쿠로 이외)·다니타 촌이 우라와 정에 편입되다. 기사키촌 기타부쿠로만 오미야정에 편입되었다.
- 1934년 2월 11일 - 시로 승격해 우라와시가 되었다. (현내에서는 가와고에시, 구마가야시, 가와구치시에 이은 4번째, 전 도도부현청 소재지에서 가장 늦게 시로 승격하였다).
- 1936년 9월 - 기타우라와 역이 개업하였다.
- 1938년 7월 1일 - 무쓰지촌이 정으로 승격해, 무쓰지정이 되었다.
- 1940년 4월 17일 - 오마기촌·미무로촌이 우라와 시에 편입되었다.
- 1942년 4월 1일 - 무쓰지정이 우라와 시에 편입되었다.
- 1945년 4월부터 5월 - 우라와시 주변에서 2차례 공습을 받아 총 17명의 사망자가 발생, 740명의 이재민이 발생하였다.(사전에 공습 전단이 뿌려졌다).
- 1955년 1월 1일 - 쓰치아이촌·오쿠보 촌이 우라와 시에 편입되었다.
- 1956년 4월 1일 - 다이몬촌·노다촌과 도즈카촌이 합병해 미조노촌이 되었다.
- 1957년 7월 1일 - 미사사촌이 도다정에 편입되었다.
- 1959년 4월 1일 - 정 중 구 미타니혼 촌 북부, 즉 마쓰모토 닛타·마쓰모토·우치타니 및 쓰쓰미 외 일부가 분리되어 우라와 시에 편입되었다.
- 2001년 5월 1일 - 오미야시, 요노시와 합병해 사이타마시의 일부가 되었다.
- 2004년 - 구 우라와 시역의 인구가 50만 명을 돌파하였다.
- 2015년 - 구 우라와 시역의 인구가 55만 명을 돌파하였다.

## 인구
소멸당시 현내에서 최대 인구를 가지고 있었다. 2020년 9월 시점에서의 구 시역의 인구 합계는 약 58.1만 명으로, 가와구치 시의 인구 약 59.5만 명에 이어 많다(덧붙여 가와구치 시는 2011년에 하토가야 시를 편입했다).
- 1934년  2월 11일 - 4만 3078명[7](시제 시행일)
- 1935년 10월 1일 - 44,328명(오미야초를 제치고 현내 2위로)
- 1940년 10월 1일 - 5만 9671명
- 1945년 - 9만3696명
- 1947년 10월 1일 - 10만 6176명
- 1950년 10월 1일 - 11만 5019명
- 1955년 10월 1일 - 14만 3044명
- 1950년 10월 1일 - 16만 8757명
- 1965년 10월 1일 - 22만 1337명
- 1970년 10월 1일 - 26만 9397명
- 1975년 10월 1일 - 33만 1145명
- 1980년 10월 1일 - 35만 8185명
- 1985년 10월 1일 - 37만 7235명
- 1990년 10월 1일 - 41만 8271(1988년 9월 40만 명 돌파)
- 1995년 10월 1일 - 45만 3300명 (가와구치 시를 제치고 현내 1위 인구로)
- 2000년 10월 1일 - 48만 4845명

## 방송
- TV 사이타마 방송국 사옥 및 송신소

## 주요 인물
- 시이나 링고 (椎名 林檎)
- 와타나베 마유 (渡辺麻友)

## 교통
- 사쿠라구, 우라와구, 미나미구, 미도리구의 각 지역의 문서를 참고하라